# مری جی. بلایژ
مری جین بلایژ (به انگلیسی: Mary Jane Blige) (زادهٔ ۱۱ ژانویه ۱۹۷۱)؛ خواننده، بازیگر، تهیه‌کننده و ترانه‌سرای اهل آمریکا است. او تا به امروز برندهٔ ۹ جایزه گرمی، ۱۰ جایزه سول‌ترین و ۲۰ جایزه موسیقی بیلبورد شده است.
تا سال ۲۰۱۱ او ۵۰ میلیون آلبوم و ۱۵ میلیون تک‌آهنگ به فروش رسانده است. مجلهٔ بیلبورد او را موفق‌ترین خوانندهٔ زن آراندبی نامیده است و محبوبیت او را از ماریا کری، جنت جکسون و ویتنی هوستون بالاتر دانسته.
او در فیلم ولادت سیاه بازی کرده است.